# The House of Peril
The House of Peril é um filme mudo do gênero drama produzido no Reino Unido e lançado em 1922.
É uma adaptação do romance Chink in the Armour, de Marie Adelaide Belloc Lowndes.